# Río Sarmiento
El Río Sarmiento es uno de los brazos principales de la desembocadura del río Paraná, situado en el partido de Tigre en la provincia de Buenos Aires, Argentina.
Comunica al Río Luján con el Río Paraná. El término "Carapachay" posee dos significados Indio Bueno e Islas. Su extensión es de 20 km y la empresa de transporte que lo maneja es "El Jilguero". Cercana a la desembocadura con el Luján se encuentra la Isla de los Espíritus (cementerio de los fallecidos por la fiebre amarilla). Siguiendo  la navegación nos encontramos con el arroyo El Gallo Fiambre, con poco caudal donde a principios de siglo funcionaba una fábrica de elaboración de sidra (Sidra Real) donde se procesaba la fruta que llegaba en chatas de las islas. Luego de las grandes crecientes en la década del 40 y 50
La desembocadura del río se encuentra enfrente al Puerto y mercado de frutos en su cruce con el Río Luján.
El régimen de mareas fluviomarítimo que afecta al estuario del Plata y Delta del Paraná rige también el ritmo de crecidas y bajantes de este río.
El río posee una gran cantidad de arcilla y limo provenientes del Río Paraná.

## Población
El Río Sarmiento es uno de los ríos más poblados de la 1º sección de islas del Delta del río Paraná.

## Turismo
Sobre el Río Sarmiento se encuentra la Casa Museo Sarmiento

## Transporte
Las lanchas colectivas de varias compañías (entre las que se destaca la Compañía Interisleña) lo recorren diariamente encargándose del transporte público de pasajeros.
Estas lanchas van parando a lo largo del recorrido en distintos muelles que permiten a los pasajeros ascender o descender de la embarcación, al igual que en un colectivo en la ciudad.
En sus orillas se ubican importantes centros de recreación, clubes de remo y el embarcadero de lanchas colectivas y catamaranes que llevan pasajeros al Delta del Paraná, Nueva Palmira y Carmelo.

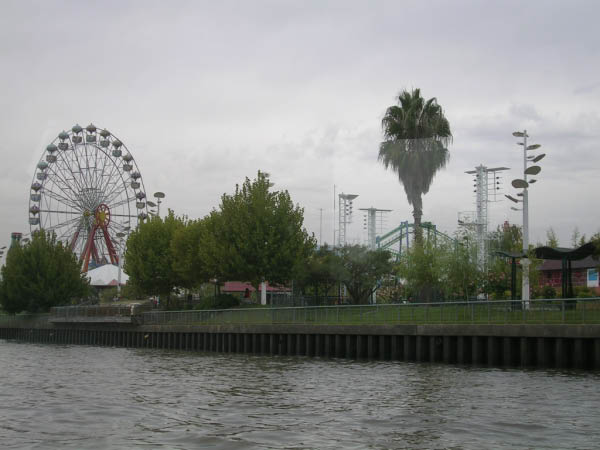
El cruce del río Sarmiento con el Río Luján se encuentra muy próximo al Parque de la Costa